# Jordan Parks
Jordan Parks (Staten Island, Nueva York, 6 de abril de 1994) es un jugador de baloncesto estadounidense que pertenece a la plantilla del Reyer Venezia Mestre de la Lega Basket Serie A. Con 2,01 metros de estatura, juega en la posición de escolta. 

## Trayectoria deportiva

### Universidad
Comenzó su andadura universitaria en el College of Central Florida de la NJCAA de Ocala, donde jugó dos temporadas, promediando en la segunda de ellas 10,8 puntos y 6,6 rebotes por partido. De ahí fue transferido a los Eagles de la Universidad Central de Carolina del Norte, donde jugó dos temporadas más en la que promedió 12,8 puntos, 6,9 rebotes y 1,0 tapones por partido, En 2014 acabó con el mejor porcentaje de acierto de tiros de campo de todo el país, con un 65,9% de efectividad, mientras que en 2015 fue incluido en el segundo mejor quinteto de la Mid-Eastern Athletic Conference.

### Profesional
Tras no ser elegido en el Draft de la NBA de 2015, firmó su primer contrato profesional con el Pallacanestro Trieste 2004 de la Serie A2, donde en su primera temporada promedió 16,5 puntos y 9,0 rebotes por partido.
Sus buenos números hicieron que renovara por una temporada más con el equipo italiano, promediando en su segunda temporada 15,1 puntos y 7,5 rebotes por encuentro.